# Alfredo Hernández (futebolista)
Alfredo Hernández (18 de junho de 1935) é um ex-futebolista mexicano que competiu na Copa do Mundo FIFA de 1962.